# Sticherus bolanicus
Sticherus bolanicus là một loài dương xỉ trong họ Gleicheniaceae. Loài này được Rosenst. Copel. mô tả khoa học đầu tiên năm 1941.